# 林佳龍

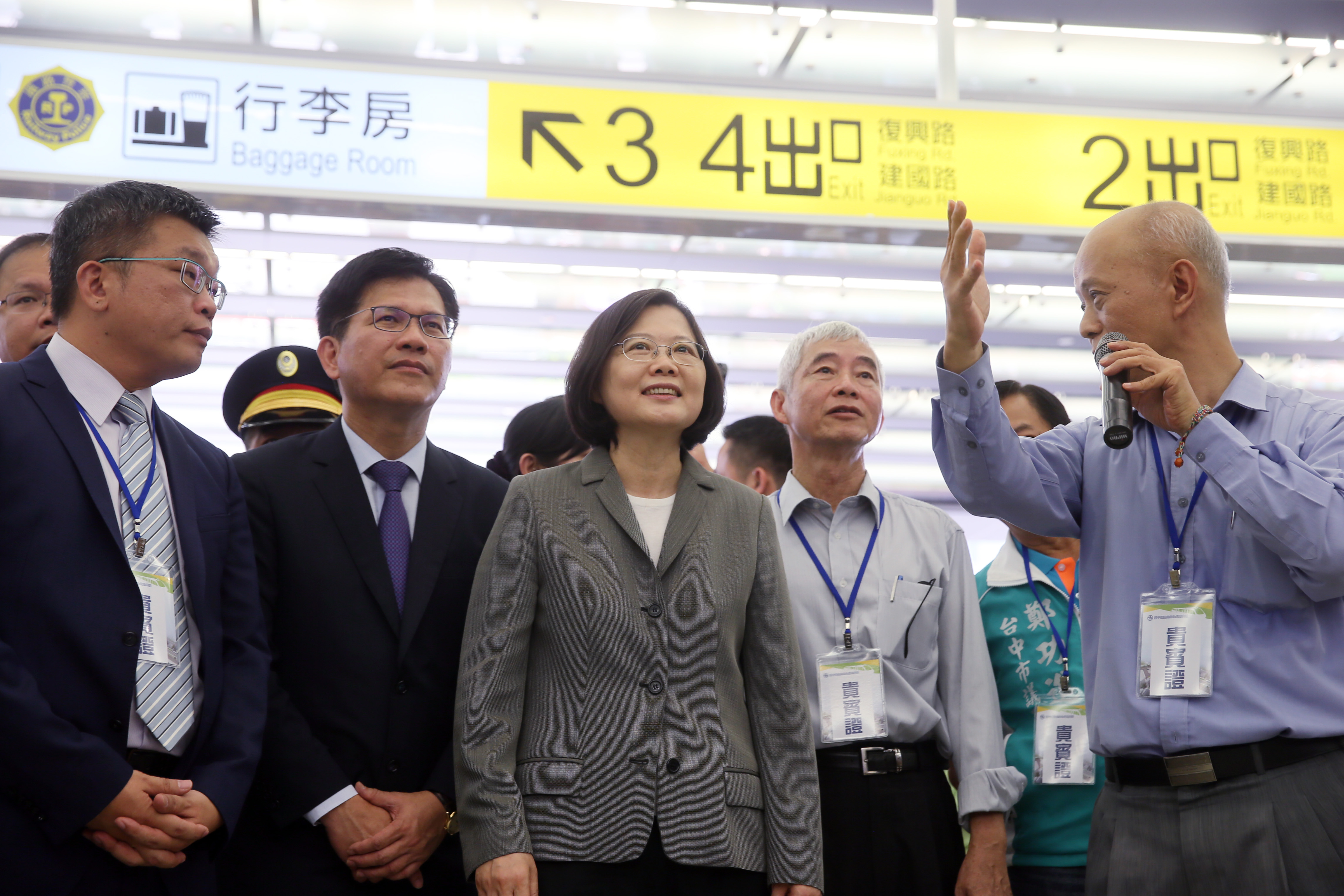
高架化後の台中駅に視察で訪れた総統の蔡英文に状況説明する市長の林と交通部長の賀陳旦（2016年10月）

林 佳龍（りん かりゅう、リン ジアロン、1964年〈民国53年〉2月13日 - ）は中華民国（台湾）の政治家（民主進歩党所属）。党職員、立法委員、台中市長、交通部長を歴任した。台北市万華区出身（本籍は雲林県麦寮郷）。

## 家庭
父親は雲林県麦寮郷出身の裁縫師だったが職を求めて台北市艋舺に住むようになった。母親は彰化県鹿港鎮出身。
妻の廖婉如は上場企業奇美電子元董座廖錦祥の娘で、奇美実業創設者許文龍の姪にあたる。

## 学歴
- 台北市立南門国民小学
- 台北市立南門国民中学（中国語版）
- 台北市立建国高級中学
- 国立台湾大学政治学部研究所学士、碩士
- 米国イェール大学人文哲学修士、政治学修士、政治学博士

自由主義学者の胡佛に師事、三月学運などで活躍したほか、「大陸問題研究社」のサークル長を務めた。大陸社を率いた理由は国民党以外に異論を発せるグループの発展を願ってのことだとしている。
- 1987年台大学長孫震（中国語版）に学内改革として「党・政治・軍部の校内からの退出」を要求し、拒絶されたため中華民国立法院へ請願しようとしたところ、父親を通じて学長からの公文で警告された。
- 1988年台大学生会（中国語版）会長選挙では後に民進党議員となる顔萬進（中国語版）と争い、敗れた。
- 1990年、学生運動に参加、羅文嘉（中国語版）、顔萬進、郭正亮、馬永成（中国語版）、王雪峰（中国語版）らとともに「野百合学運」の共同発起人となった[4]。
- 1991年、学士課程修了時にフルブライト・奨学金を獲得、イェール大に留学、政治学者ホアン・リンスに師事し研究に励んだ。哲学・政治学で碩士（修士）課程修了。「民主化比較研究」の論文で博士号を得た。ならびに日本の国連大学高等研究所（東京）で研究員としてアジア太平洋安全保障と中華人民共和国の発展について研究に従事。期間中は中華人民共和国国務院の人や王丹、王軍涛（中国語版）、胡平（中国語版）、厳家祺（中国語版）、陳一諮（中国語版）、鄭永年（中国語版）、呉国光（中国語版）、邱沢奇（中国語版）ら海外中国人との交流もあった。
- 1995年、米国フォード財団に要請され、北京市、天津市、上海市、南京市、武漢市などの大都市へ出向き、「地方自治と選挙基盤（繁体字台湾語: 村自治與基層選舉）」についての調査を行う。
- 台湾帰国後に国立中正大学政治学部で助理教授（1999年 - 2004年）、および国立台中技術学院助理教授に就任した。

## 政治経歴

### 中央政府
- 2000年 - 国家安全会議諮問委員（中国語: 諮詢委員）に就任、重要業務のほか民進党政府組織や両岸超党派小部会での組織業務に従事、また、台日米の対話プラットフォーム構築に尽力した。台湾で最初のシンクタンクとなる台湾智庫の共同設立者となり、民進党の執政やその後の省庁再編（zh:行政院功能業務與組織調整）に協力。
- 2003年 - 行政院報道官就任
- 2004年 - 行政院新聞局局長就任
- 2019年 - 交通部長（北廻線太魯閣号脱線事故を受けて2021年4月20日付で辞任[5]）

#### 実績
行政院新聞局局長
- 放送局の公共化推進でメディアの質を高めるために公共電視文化事業基金会が設立した台湾公共放送集団（中国語版）に中華電視公司を加入させた[6]。
- 公益放送と民間有料放送局の権益保障を目的に有線テレビ放送の周波数割り当てを推進[7]。
- 児童青少年の保護のため、インターネットコンテンツの年齢制限制を推進[8]。
- 先住民の言語教育のために客家電視台を設立。このうち原住民族電視台（中国語版）はアジア唯一の原住民専用チャンネルである。

### 第八期立法委員
公民監督国会聯盟の議員評価では第八期任期中の教育・文化委員会で第一会期、第二会期のトップ、第三会期、第四会期では最優秀立法委員に選ばれた。また本会議出席は第4会期まででトップの出席率、第5会期までは無欠席だった。

#### 実績
- 建設中だった台中市の台中国家歌劇院（台中メトロポリタンオペラハウス）を国家両庁院（台北市）と同等の国家級ホールへの格上げを提唱、2014年1月に法案通過を果たした[12]。
- 一部新設を含む台湾鉄路管理局の路線で台中都市圏を循環する「大台中山手線」（路線規模・形態は山手線よりむしろ東京メガループに近い）構想を提唱、立法院を通過し行政院へ稟議要請を果たした[13][14][15][16]。
- いずれも台中市にある国立中興大学、台中高農（中国語版）、国立大里高級中学の合併、統合を果たした[17]。
- 公立小中学校での実験教育や、在宅学習にも教育法上の根拠を与えるなどの要素を盛り込んだ「実験教育三法」を立法院で通過させた[18]。
- 歯科医の地位向上を図るべく、中華民国衛生福利部で現在の心理及口腔健康司から歯科医部門の口腔健康司を独立させる組織改革の支持を表明[19]
- 経済部水利署（中国語版）と筏子渓（中国語版）親環境治水工事事業予算執行で同意、中科路橋上流から大雅農路橋までの区間での事業が始動した[20]。
- 「湿地保育法」の立法院通過[21]。
- 轢き逃げによる死傷事故の刑事責任を従来の懲役6カ月以上5年以下から1年以上7年以下に厳罰化する修正法案を提出[22]。
- 議員立法で提出した百合條款（中国語版）が立法院で可決[23][24]。

- 2012年に日本で発生した台湾人留学生殺人事件は自害した犯人も台湾人だったが、その父も被害者遺族への補償をすることなく失踪したため、台湾国外での殺人傷害行為の被害者またはその家族が20万台湾ドルの見舞金支給を申請できるように条文を修正した「改正犯罪被害者保護法」の通称。「百合」は被害者が留学先の日本で使っていた和名。

- 財団法人商業発展研究院の台中分院設立と、中小企業支援のための育成センターの先行設置を実現[25]。

### 台中市長(第一期、2014～)

#### 実績
社会
- 社会的弱者の食育普及のために「フードバンク自治条例」制定[26][27][28]。
- 「托育一條龍」政策を通じて2歳以上5歳未満の児童とその両親の片方が市籍在住者であれば公立幼稚園での学費を無料化または私立幼稚園での学費補助（地縁関係者の居住地と勤務地を考慮し隣接3県の10km以内であれば補助申請も可能に）[29]。
- 2016年より市立図書館の開館時間を3.5時間拡大し12.5時間に延長、サラリーマンの利用を促進[30]。
- 2016年下半期に市内の自動車・二輪車窃盗事件数が6大都市中最多の減少幅を記録。月間平均が2011年比で114件・422件から8割減の18・95件に改善[31]。
- 18歳以下の欠食児童減少のために社会局との協力でスーパーおよび5大コンビニチェーンで利用可能なミールクーポンを配布[32]。
- 「人口10万人当たり犯罪発生率」でワースト常連だったが2016年1-8月は6大都市中最少件数を記録、減少幅21.07ポイントも6大都市中最良だった[33]・

交通
「大台中一二三」計画（山手線=x1、台中空港と台中港整備=x2、烏日・豊原・台中港の3副都心構想=x3）、「Mr.B&B交通網」（Metro+Rail+Bike+Bus） による複合公共交通網の整備実現を掲げている。
- 任期4年での舗装・歩道改良総延長500kmを提唱、2016年10月までの就任2年弱で268km分を達成した[36][37]，実施後は交通事故件数が5.62%、死傷者数5000人以上減少した[38]。
- バイク通学者減少を目指し、東海大学、嶺東科技大学、国立中興大学、中台科技大学にスクールバス5路線を導入[39]。
- 建設中の捷運緑線[40] で台湾高速鉄道との乗継旅客は無償化を提唱しているほか[41]、彰化延伸線の事業化も前進させた。
- 前市長の推進していた台中BRT藍線を廃止、台中捷運藍線計画の中央政府承認を勝ち取った[42][43][44]。
- 他のBRT路線網計画も捷運・LRT路線に切り替え、実現可能性調査に着手している[45]。
- 立法委員時代に提唱していた「大台中山手線」（海岸線高架複線化、成追線複線化[46]、台中線高架化、甲后線新設）計画の中央政府承認を勝ち取った[46][47][48][49]。

- 市長選公約の市内バス路線（台中市市区公車（中国語版））10km以内無料を実施（前市長時代は8km）、2015-16年度の市政88項目評価で首位になった[50]。
- 台中空港の国際化を推進、正式名称を「台中国際空港」に改めた。
- 予定より数か月遅れたものの、台中線の市内高架化が完工を迎えた[51][52][53]。2006年の民進党政権時代に交通部長だった林陵三（中国語版）とともに高架化区間を原案の14.4kmから21.7kmに延伸させることに成功、市長就任時にその林陵三を副市長として迎え入れていた[54][55][56][57]。

文教
- 国家歌劇院は自治体所管級のホールだったが、立法委員時代に中華民国文化部所管の国家級ホールへ昇格する法案を提出しており[12]、2014年1月に法案は成立した。
- 東アジア競技大会からカテゴリーが変更された「東アジアユースゲームズ」の2019年大会の招致に成功。

都市外交・経済
自らの政策遂行のため、日本・欧州の視察や企業誘致を精力的に行っている。
- 三井アウトレットパークの台中港への誘致に成功[61][62][63][64][65][66]。
- 日本・大分県との相互交流で大分空港との定期チャーター便就航[67][68]。
- 中部広域観光推進協議会（富山県、石川県、福井県、長野県、岐阜県、静岡県、愛知県、三重県、滋賀県）と中台湾観光推動委員会（台中市、苗栗県、南投県、彰化県、雲林県、嘉義県、嘉義市）の観光友好交流協定締結[69]
- 九州観光協会（九州全県）と中台湾観光推動委員会の観光友好交流協定締結[70]。
- オランダ・アイントホーフェン市との友好姉妹締結[71]。
- アルメレ（2022年フロリアード開催都市）と国際園芸博覧会（2018台中フローラ 世界博覧会）開催都市である台中市で相互出展を推進[72]。
- オランダの花卉業者を通じて欧州最大のアールスメール花市場での市の名産オンシジューム取り扱いの覚書を締結[73] 日本に偏る輸出先の是正と販路拡大に活路を見出した。
- 中部国際空港と台中空港の定期チャーター便就航および姉妹空港協定締結[74][75][76][77]。
- 三重県と交流促進覚書を締結[78]。
- 愛媛県と友好交流覚書を締結[79][80][81]。

その他
- 食の安全を推進すべく、6大都市で初めて100坪以上の店舗面積をもつ200件の飲食業者に対して建築基準、消防基準、食品安全検査結果を赤・黄・緑の3段階で評価した結果を専用アプリで検索できるサービスを開始[82]。
- 荒天時の登山を強行した登山客に対し、救護費用の請求が可能な条例改正を実施[83][84][85]。

#### 市長任期中の騒動
BRT廃棄
台中駅から静宜大学間にあったBRT専用レーンをバス専用レーンに変更した優先区間を設定し、区間内の運行本数を426便から855便とほぼ倍増。乗客数を30%増加させた。反対派からは浪費を指摘されたが、BRT時代は乗り場と改札こそあったものの、専用レーンが全く無い区間や運行開始時点で未完成だったりと、不完全なまま始動したことで失敗に終わったと反論。
台湾タワー中止
2015年1月20日、予算が80億元からほぼ倍増の150億元に達した直轄市昇格記念事業台湾タワーを中止、前市長時代の設計・見積が過少だったとして調査を遂行し、前市長派から反発を受けている。
捷運建設現場作業員死傷事故
2015年4月10日，北屯区で発生した遠揚建設による「捷運橋桁落下事故」で国民党の立法委員だった邱毅は就任間もない林を嘲る「（林を選んだ）台中市民のミスだ」というFacebookの投稿が論議を呼んだ。
同じく台中選出の民進党立法委員王定宇は「建設に関わる監督官庁は行政院傘下の交通部と委託先の台北市政府およびその傘下の捷運工程局でありそれぞれ国民党出身の毛治国、郝龍斌、胡志強がその責任者だ。」と反論した。
台中市政府には建設事業での監督権限が無かったため、林は台北市長に就任して間もない柯文哲の協力を得て、工事を中断しての捜査と台中市側への監督権限強化を図り、8月に工事は再開した（ただし、その後も事故・労働災害は発生している）。
予算審議
2015年12月25日、民進党は市議会では単独過半数に至っていない首長と議会のねじれ現象下で、市の隔年度予算1,771億元が可決されないまま会期末を迎えた。
前市長の13年間では二次、三次審議もなく通過させていただけでなく、1億元程度の削減で済ませており、議会のチェック機能欠如を市長が逆批判する展開となった。
これに対し議会も翌年1月26日までに三度の審議を経て補正予算総額1,263億元を通過させた。
台中国家歌劇院閉鎖
独特の造形により最も施工難易度が高いと言われた、歌劇院は本来2014年11月23日開館予定で、プレオープンこそしたものの、多数の施工不良が見つかり、選挙期間と重なったため一旦閉鎖して再施工を呼びかけたが、建築デザインを手掛け落成式典にも招かれていた日本の建築士伊東豊雄の前で過度な政争を見せつける形となり、伊東は不機嫌だったという。その後行政院公共工程委員会主催の「公共工程金質獎」受賞で再視察に訪れた伊東も満足げなコメントを残し、騒動は収束した。歌劇院は2016年9月末に再オープンしている。
ランタンフェスティバル断頭羊事件
2015年3月6日、地元台中で開催された2015年ランタンフェスティバルで、開幕直前に春節の縁起物である山羊の巨大ランタンの首が落下してしまい、前途多難さを予感させたが、市職員総出で修復を急ぎ、予定通りの開催に漕ぎ着け、来場者数も1000万人を超える過去最高の動員となった。
なお、ネット上では開幕前日の完成式典に馬英九が参列していたことから、「デス握手（死亡之握）」で知られる馬との関連が想起されることとなった。

## 逸話・エピソード

旧来からの市章

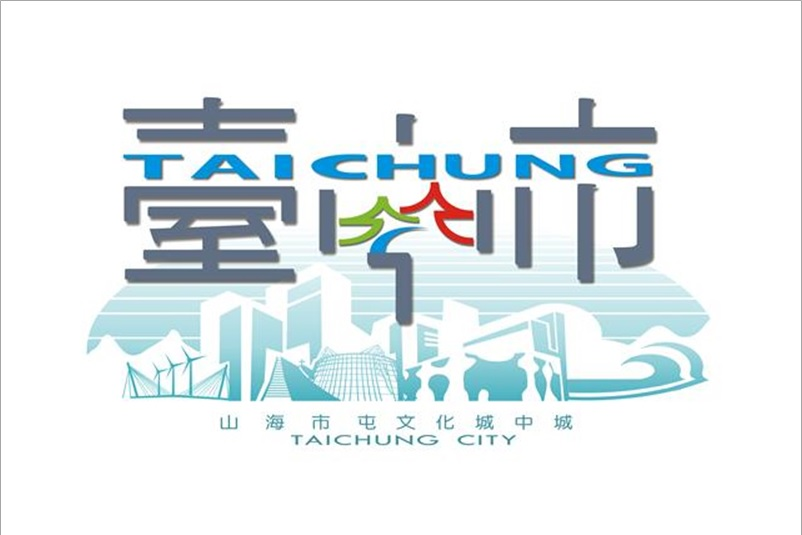
選出された新市章

- 3月学運発起人として、2014年のひまわり学生運動も側面支援していた[122]。
- 時代力量洪慈庸とは洪仲丘事件で立法委員として真相究明に協力して以来良好な関係を築いており[123]、林の市長選・洪の立法委員選挙で互いに選挙協力したほか[124][125]。元自由時報記者で林の広報担当を経て台中市新聞局長を務めていた卓冠廷（中国語版）が洪と結婚することとなり、式典にも参列した[126]。
- 2015年、教科書改訂反対運動では中高生を擁護しつつも冷静な行動を呼びかけていたが、8月3日の市議会の答弁で生徒たちを「屁孩（Pìhái、腕白な子供の意）」と表現しようとして原稿と異なる「屁眼（Pìyǎn、肛門の意味）」と言い間違えてしまい、取材陣が騒然となった[127]。

- 同年のプロ野球台湾シリーズで地元球団の中信兄弟と桃園市が拠点のLamigoモンキーズが対戦することとなり、同じ民進党系の桃園市長鄭文燦と「負けた方のチームの市長が勝った方のユニフォームを着る」賭けを行った。1勝3敗からLamigoが逆転制覇したため翌2016年3月19日のLamigo開幕戦でピンク色のLamigoユニフォームを着用した姿を披露[129][130][131]。
- 2016年4月25日、台湾最大のインターネット掲示板PTT(批踢踢)で「最も酷い市章」として黄色地に赤字だけの台中市のものが選ばれ、林はFacebookで事実確認とどうすればよいかについて意見を募った[132][133]。市新聞局によると、当該市章は2003年に市民のオンライン投票で決められたもので、現在もそのまま使われているものだったことがわかり、公募された最終候補3作品から再度オンライン投票で決めることになったという[134]。PTTは日本での2ちゃんねるに相当するアングラ色が高い掲示板で、通常はそこでの論争に政治家が直接絡むことは極めて少ない。

## 日本との関係
- 他の民進党系政治家と同じく、日本統治時代については全肯定も全否定もせず、古蹟の再活用や保存には積極的である[135][136][137][138][139][140]。
- 留学後の研究員、立法委員、台中市の首長と肩書が変遷しつつも度々訪日し、親台派国会議員（岸信夫）や首長（小池百合子）との会談も多い[141][142][143][144]。
- 市内の烏日国民小学卒業生と日本統治時代の当時教員だった熊本県在住の日本人女性をインターネットビデオ通話での再会に市が協力しており[145]、地震発生後も市職員が行った当該女性の安否確認とともに被災地への哀悼文をフェイスブックで公表[146]、その後自身の所得1ヶ月分を被災地に寄贈することも表明した[147][148]
- 「日本統治時代の建設計画が台中市の輝かしい1ページを開いた」と発言し、国民党系議員が「田中佳龍」に改名すべきと皮肉った[149][150]。
- 2017年4月の八田與一銅像破壊事件（中国語版）に際しても、実行犯およびその賛同者に対して寛容さを呼びかけている[151]。

## 中国との関係
研究員時代に大陸側人材との交流はあったが、日台関係への介入には否定的である

## 米国との関係
ドナルド・トランプの大統領就任式典に民進党代表団の一員として出席している。

## 選挙記録
| 年度 | 選挙                   | 選挙区                 | 所属政党   | 得票数    | 得票率 | 当選 | 注釈 |
| ---- | ---------------------- | ---------------------- | ---------- | --------- | ------ | ---- | ---- |
| 2005 | 任務型国民大会代表選挙 | 任務型国民大会代表選挙 | 民主進歩党 | 1,647,791 | 42.52% |      |      |
| 2005 | 第15回台中市長選挙     | 台中市                 | 民主進歩党 | 175,592   | 39.00% |      |      |
| 2012 | 第8回立法委員選挙      | 台中市第六選挙区       | 民主進歩党 | 96,685    | 51.78% |      |      |
| 2014 | 第2回台中市長選挙      | 台中市                 | 民主進歩党 | 847,284   | 57.06% |      |      |
| 2018 | 第3回台中市長選挙      | 台中市                 | 民主進歩党 | 619,855   | 42.35% |      |      |
| 2022 | 第4回新北市長選挙      | 新北市                 | 民主進歩党 | 693,976   | 37.58% |      |      |

### 2005年台中市長選挙
2005年当時の民進党は陳水扁政権2期目での汚職や権力闘争で党勢が失速しており、有力な候補者を立てられずに林を擁立。敗色濃厚で大敗だったが、半ば敗戦処理とも言える役割を引き受けた林はその後も翌年から約1年半、党中央本部の秘書長に就任しつつも、台中を去らずに地盤としていった
- 2005年11月29日、選挙期間中に林佳龍陣営の民進党立法委員で医師の林進興（中国語版）や法医学者高大成（中国語版）の医師連所属の12名が現職の胡が健康問題を抱えていることをメディアを通じて公開していたが、その病歴が偽りであったことで謝罪に追い込まれ、医師法違反による1年の資格停止を受けた[155]

### 2012年立法委員選挙
第8代立法委員選挙で台中市第6選挙区（東区、南区、中区、西区）の公認候補として国民党の黄義交を退けた。

### 選挙戦
2010年県市合併に伴う合併後の初代市長選挙は旧台中県県長（2005年選出）の任期を1年延長する形で行われた。前回県長選挙で敗れていた林は捲土重来を期して立候補予定だったが、党中央本部は林では勝算の見込みが薄いとして、蘇嘉全を候補にした。林は2015年1月の遠見雑誌で「公認候補を譲ることになったのは生涯最大の決断だった。」と語っており、投票1か月前の時点でも夫人とともに「蘇が当選すれば、一生立候補することはない。」と語っていた。結局蘇が敗れたため胡志強の市長任期は13年間に及ぶことになり、林は2012年の立法委員選挙で公認候補として当選した。

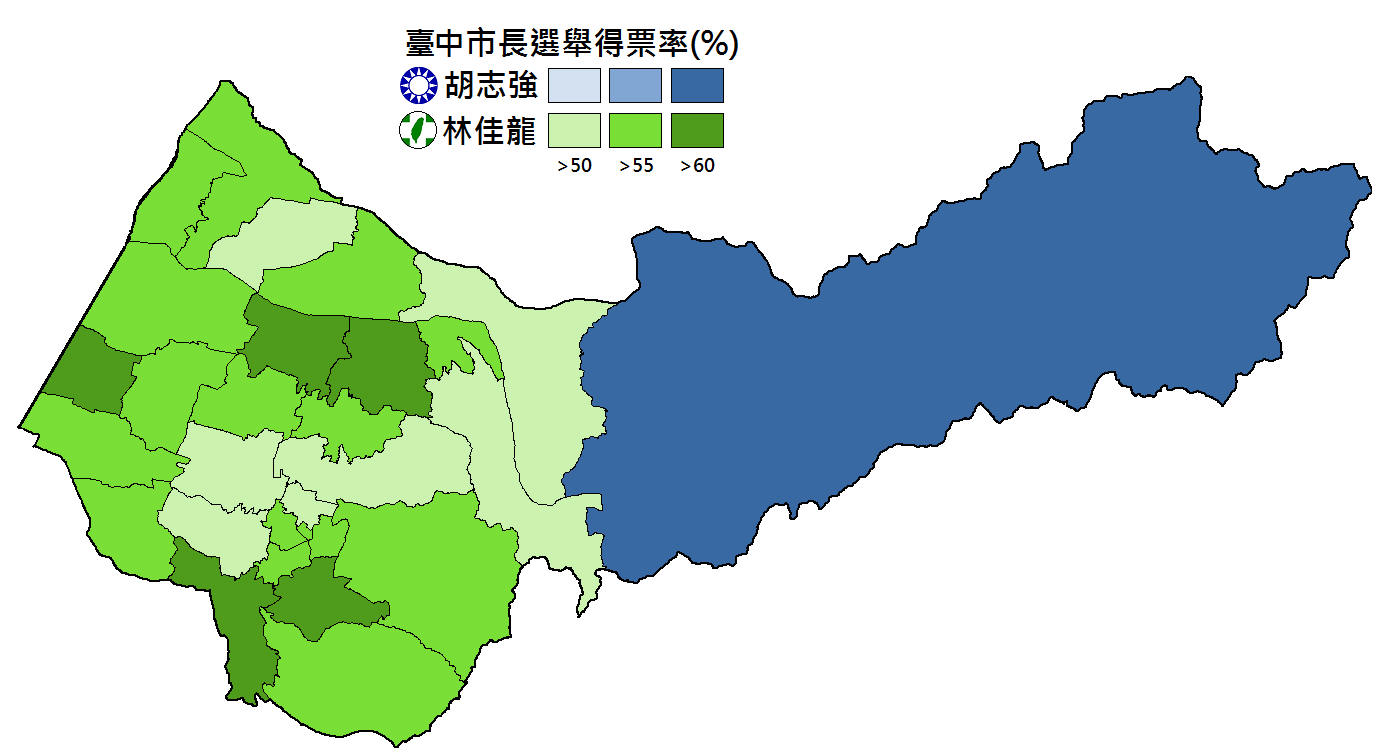
2014年市長選得票率分布

### 2014年台中市長選選挙
2013年4月、林はいち早く翌年市長選挙の参戦を表明
2014年2月、民進党は林を正式に市長選公認候補とし、選挙期間中は立法委員の職務を離脱した
11月29日、林は現職の胡志強を21万票の大差で破り第2代台中市長に当選。2005年の敗北から10年で雪辱を果たした。

### 選挙戦
- 2014年9月26日、市選挙管理委員会は第27回監察部会を招集、政見放送で「直轄市昇格後4年で現市長の市政満足度は年々低下している。」と発言した林に発言内容が個人を名指しした批判を禁じる公職人員選挙罷免法（中国語版）に違反しているとしてリコール決議を発動。出席委員35人中が賛成した。
- 9月30日、委員会本会議招集時、リコール決議は覆された。
- 10月9日、林の選挙本部は委員会から3日以内の発言修正を要求されるも拒否、委員会は該当部分の文言を直接カットした。選挙本部のスポークスマン張廖萬堅は「行政側優越による圧力に反対する」と表明、また選罷法第55条規定についても『これは言論の自由を奪うだけでなく、民主主義下での悪しき前例となる』と批判している[164]。

中国国民党の胡志強陣営からは林が市内住居物件を購入していないことについて「選挙に負ければ台中を去る気だ」と猛烈な批判を展開されただけでなく、「新北市の豪邸に住みながら、故人の父を僅かばかりの納骨堂に押し込めている」などと度を越した人格攻撃を行い、あまりにも非人道だと却って胡陣営が批判されることになった。
胡は任期中に建造した高級住宅街「七期豪宅区」が投資物件として扱われ、庶民層の住宅政策が手薄だったことから逆効果しか生まない結果となった。
胡が任期中に市建設局局長に任命していた呉世瑋が林を「現代版陳世美（註：中国戯曲に登場する、皇帝の娘婿であり、恩を忘れて妻子を捨てた人物）」と罵る文章を拡散した。
台中地方法院はこれが林を落選させるために投票8日前に行われたネガティブキャンペーンであり、林の名誉を棄損しているだけでなく、有権者への冒涜であるとして選罷法に基づき呉に4カ月の実刑と1年間の公民権剥奪を課した。

### 2018年台中市長選挙
現職として立候補するも中央政府の政策不支持が響き再選はならなかった。

## 著書一覧

### 学術論文
- 1988年：《國民黨與民進黨的群眾基礎：台灣選民政黨支持的比較分析（1983-88）》、国立台湾大学政治学研究所碩士論文
- 1998年：（英語）《Paths to Democracy: Taiwan in Comparative Perspectives》、Ph.D. dissertation（博士論文），Yale University（イェール大学）

### 研究報告
- 1998年：《民主化與憲政變遷：台灣經驗的國際比較第二期研究報告》行政院国家科学委員会発行。朱雲漢（中国語版）との共同
- 1999年：《民主化與憲政變遷：台灣經驗的國際比較第三期研究報告》行政院国家科学委員会発行 - 朱雲漢との共同

### 著書
- 2003年：《未來中國：退化的極權主義》、時報文化（中国語版）、ISBN 9571340162
- 2005年：《做對的事，把事做對》、圓神、ISBN 9861331069
- 2007年：《民主到底：公投民主在台灣》、台湾智庫発行、ISBN 9789868336711
- 2009年：《公投與民主：台灣與世界的對話》台灣智庫，2009、ISBN 9789868336780
- 2010年：《城市夢想家：從「台中學」看後五都時代的城市願景》、幸福緑光、ISBN 9789868523623
- 2013年：《打破悶經濟：新區域主義的動力學》、ISBN 9789868994669
- 2014年：《佳龍帶你遊台中》、遠景出版社、ISBN 9789573909194
- 2014年：《城市行動派》、遠景出版社、ISBN 9789573909415

### 口述、翻訳、共著
- 1999年：《兩岸黨國體制與民主發展》邱沢奇/共著、新自然主義
- 1990年：《台灣選民的投票行為》胡仏（中国語版）等/共著、中央選挙委員会
- 2000年：《我國加入世界衛生組織策略之探討研究報告》行政院衛生署
- 2001年：《民族主義與兩岸關係：哈佛大學東西方學者的對話》郭永年（中国語版）/共著、新自然主義、ISBN 957696430X
- 2002年：《行政、立法關係與憲政民主：台灣經驗的國際比較》（「強化立法院結構與功能之研究」子計畫研究報告）林継文、藍玉春、李明峻/合著、立法院
- 2002年：《政府交接法制化之研究》荘国栄（中国語版）、呉志中（中国語版）、張錫模/共著、行政院研究発展考核委員会、ISBN 9570116692（初版）、ISBN 9789570116694
- 2007年：《政治學：議題與爭辯》王業立、郭応哲（郭應哲）/共著、韋伯出版社、ISBN 9789867557933
- 2008年：（英語）《Unlocking the Secret of Taiwan's Sovereignty》Ming-juinn Li（李明峻）、Chih-cheng Lo（羅致政）/共著、Taiwan Thinktank（台湾智庫）出版、ISBN 9789868336773
- 2008年：《解開台灣主權密碼》李明峻、羅致政/主編、台湾智庫、ISBN 9789868336766
- 2010年：《零與無限大：許文龍幸福學》許文龍/口述、林佳龍、廖錦桂共著、早安財経、ISBN 9789866613388
- 2010年：《愛台中的100種方法（復刻版）》、黄優等100人/著、林佳龍/主編、幸福緑光発行、ISBN 9789868523616
- 2014年：《佳龍帶你遊台中》路寒袖（中国語版）/主編、林佳龍/口述、遠景出版社、ISBN 9573909197
- 2014年：《以民為本的創造性財政》呂桔誠（中国語版）共著/主編、遠景出版社、ISBN 9789573909408
- 2017年：《兩個餌只釣一條魚：與許文龍邊釣邊聊》許文龍/口述、林佳龍/共著、早安財経、ISBN 9789866613852[173]

## 関連図書
- 《熱情的起點：林佳龍影像側記》文以崴/文字、陳建仲/撮影、秀威資訊
- 《鏡頭外的林佳龍》文以崴/文字、陳建仲/撮影、釀出版
- 《滴水穿石：林佳龍的台中故事》郭正亮、遠景出版社